# Stonávka
Die Stonávka (deutsch und polnisch Stonawka) ist ein linker Nebenfluss der Olsa in Tschechien.

## Verlauf
Die Stonávka entspringt am Nordwesthang des Kotař (906 m) in den Mährisch-Schlesischen Beskiden. Ihr Oberlauf führt nach Norden durch ein tiefes bewaldetes Tal zwischen dem Čupel (872 m), der Prašivá (843 m) und der Kyčera (768 m), in dem sich die Ansiedlung Stonávka erstreckt. Am westlichen Fuße des Godula tritt die Stonávka in das Beskidenvorland ein und fließt über Komorní Lhotka, Hliníky, Poloniny und Hnojník bis Horní Třanovice. Dort nimmt die Stonávka rechtsseitig den Černý potok auf, über den ihre von Střítež aus mittels eines Wasserleitungskanals auch Wasser aus der Ropičanka zugeführt werden. Ab dieser Einmündung ändert das Flüsschen seinen Lauf nach Nordwesten und fließt über Dolní Třanovice, Zadky, Sušov, Hradiště, Vrazidlo, Lesní und Rozsudek bis Těrlicko, wo es im Stausee Těrlicko gestaut wird. Das Mündungsgebiet ist als Naturschutzgebiet Těrlické mokřady geschützt.
Zwischen Pacalůvka und Dolni Těrlicko verlässt die Stonávka den Stausee in nördlicher Richtung. Entlang ihres Laufes liegen Červenky, Bělehrad, Zámostí, Albrechtice, Důlský, Holkovice, Hořany, Stonava, Dolany, Křívý Důl, Bonkov, Stavy, Lipiny, Ovčárna, die Steinkohlengrube Důl Darkov und Nový Dvůr. Nach 33,2 Kilometern mündet die Stonávka zwischen Sovinec und Fryštát am westlichen Stadtrand von Karviná im Karwiner Steinkohlenrevier in die Olsa.

## Zuflüsse
- Ráztoka (r), Komorní Lhotka
- Černý potok (r), Horní Třanovice
- Mlýnka (l), Horní Třanovice
- Mušalec (l), Dolní Třanovice
- Sušovský potok (r), Zadky
- Hornodvorský potok (r), Hradiště
- Zavadovický potok (l), Vrazidlo
- Zadky (r), Stausee Těrlicko
- Chotěbuzka (r), Důlský
- Křívý potok (l), Dolany